# André Haakmat
André Richard Haakmat (Paramaribo, 21 maart 1939 – Amsterdam, 25 november 2024) was een Surinaams politicus en advocaat.

## Biografie
Hij werd geboren in Suriname en kwam na zijn middelbare school naar Nederland. Daar aangekomen werd hem een studiebeurs geweigerd omdat men hem een oproerkraaier vond. Desondanks lukte het hem om carrière te maken in de kinderbescherming, het onderwijs als leraar economie en de advocatuur. Zo was hij in 1966 als assistent van openbaar aanklager Abspoel aanwezig tijdens het Ezelsproces tegen Gerard Reve. In 1975 kwam hij Reve opnieuw tegen, maar ditmaal bij een optreden van hem in het Belgische Kortrijk, waar André Haakmat hem er voor de camera van beschuldigde dat hij 'onder het mom van deftige poëzie' eigenlijk een soort 'vuil racisme' bedreef. Dit naar aanleiding van de uitspraak van Reve tijdens een radio-interview dat hij blanken beschouwde als een 'superieur ras'.
Ten tijde van de Sergeantencoup onder leiding van Desi Bouterse op 25 februari 1980 was hij inspecteur van het onderwijs in Amsterdam. Vrij snel daarna verliet hij Nederland op verzoek van zijn vriend Henk Chin A Sen om deze als diens persoonlijk adviseur bij te staan bij het regeren van Suriname. Op 15 augustus van dat jaar werd Haakmat in het kabinet-Chin A Sen II vicepremier en minister van Justitie, Leger en Politie en Buitenlandse Zaken. Tijdens zijn ministerschap werd Hans Prade ambassadeur van Suriname in Nederland. Mede omdat Haakmat openlijk andere ministers en delen van het regeringsbeleid kritiseerde, werd hij op 7 januari 1981 ontslagen van zijn functies als vicepremier en minister. Vijf dagen later volgde Harvey Naarendorp, tot dan de secretaris van Commissie Ontwikkelingssamenwerking Nederland-Suriname (CONS), hem op in die functies.
Op 18 februari 1982 werd in Suriname een bijzonder militair gerechtshof ingesteld, dat een beroepsinstantie was na de krijgsraad. President van dit gerechtshof werd prof. mr. W.C. Waalwijk; Haakmat werd vicepresident. In Nederland had Haakmat zich al onder andere in militair recht gespecialiseerd.
In de nacht van 7 op 8 november 1982 overleefde André Haakmat een moordaanslag waarna hij naar Nederland vluchtte. Een maand later vonden in Suriname de Decembermoorden plaats waarbij enkele vrienden van hem omkwamen zoals Cyrill Daal en Eddy Hoost. Vanuit Nederland leidde hij een verzetsbeweging van Surinamers die tegen het bewind van Bouterse waren en steunde hij rebellenleider Ronnie Brunswijk. In het dagelijks leven was hij werkzaam als advocaat in Amsterdam. 
In het midden van de jaren tachtig kwam Tara Singh Varma in het nieuws omdat zij valse kwitanties zou hebben geschreven toen zij penningmeester was van het Grenada Komitee Nederland. Daarop besloot Haakmat het Comité Eerherstel Tara Oedayraj Singh Varma op te richten. Later had hij daar spijt van toen bleek dat Singh Varma wel degelijk geknoeid had met de financiën hoewel er geen aanwijzingen waren dat zij zichzelf verrijkt had.
Pas 16 jaar na zijn vlucht uit Suriname, bezocht hij in juni 1998 voor het eerst weer enkele dagen zijn moederland. Bij die gelegenheid had hij onder andere een gesprek met Desi Bouterse. Hij had zich verzoend met Bouterse hoewel die volgens hem verantwoordelijk is voor de Decembermoorden.
In november 2000 vertelde hij aan Nederlandse journalisten dat Desi Bouterse een sterk bewapend schaduwleger heeft dat een coup zou plegen als Bouterse door Justitie te veel in het nauw wordt gebracht. Justitie was toen bezig de rol van Bouterse bij de Decembermoorden te onderzoeken.
In 2022 promoveerde hij op 83-jarige leeftijd aan de Open Universiteit in Heerlen op het onderwerp Corruptie en corruptiebestrijding in Suriname.
André Haakmat overleed op 25 november 2024 in Amsterdam. Hij is 85 jaar oud geworden.

## Persoonlijk
Zijn broer Jan Haakmat was secretaris van de Moederbond.